# Izvor, Žitorađa
Izvor (srbska cirilica: Извор) je naselje v Srbiji, ki upravno spada pod Občino Žitorađa; slednja pa je del Topliškega upravnega okraja. Do 11. novembra 2005 se je imenovalo Smrdić.